# Basin (Montana)
Basin és una concentració de població designada pel cens dels Estats Units a l'estat de Montana. Segons el cens del 2000 tenia 255 habitants.

## Demografia
Segons el cens del 2000, Basin tenia 255 habitants, 113 habitatges, i 69 famílies. La densitat de població era de 7,7 habitants per km².
Dels 113 habitatges en un 29,2% hi vivien nens de menys de 18 anys, en un 51,3% hi vivien parelles casades, en un 5,3% dones solteres, i en un 38,9% no eren unitats familiars. En el 32,7% dels habitatges hi vivien persones soles el 6,2% de les quals corresponia a persones de 65 anys o més que vivien soles. El nombre mitjà de persones vivint en cada habitatge era de 2,26 i el nombre mitjà de persones que vivien en cada família era de 2,93.
Per edats la població es repartia de la següent manera: un 26,7% tenia menys de 18 anys, un 4,7% entre 18 i 24, un 29,4% entre 25 i 44, un 31% de 45 a 60 i un 8,2% 65 anys o més.
L'edat mediana era de 38 anys. Per cada 100 dones de 18 o més anys hi havia 92,8 homes.
La renda mediana per habitatge era de 22.500 $ i la renda mediana per família de 30.000 $. Els homes tenien una renda mediana de 26.250 $ mentre que les dones 15.714 $. La renda per capita de la població era d'11.878 $. Aproximadament el 23,4% de les famílies i el 32,6% de la població estaven per davall del llindar de pobresa.

## Poblacions més properes
El següent diagrama mostra les poblacions més properes.